# گمینا رترو
گمینا رترو (به لهستانی:  Gmina Rytro) یک گمینا در لهستان است که در شهرستان نوو سانچ واقع شده‌است. گمینا رترو ۴۱٫۹۲ کیلومتر مربع مساحت و ۳٬۶۱۹ نفر جمعیت دارد.